# Domingo de Subildegui
Domingo de Subildegui (Ezpeleta, Navarra, S.XVI-Logroño, 1 de noviembre de 1610) Uno de los "brujos" de Zugarramurdi.

## Biografía
Carbonero de oficio, fue uno de los encausados en los procesos contra la "brujería vasca" llevados a cabo por el Santo Oficio entre 1609 y 1614, y uno de los seis ejecutados en la hoguera, en auto de fe, de los siete mil imputados. 
Fue detenido por orden del inquisidor Juan del Valle Alvarado en 1609, por haber participado presuntamente en aquelarres en Zugarramurdi y realizado supuesto actos de magia. Tras la detención, fue llevado a Logroño, a dependencias de la Inquisición. Se le condenó a muerte junto a María de Echachute, Graciana Xarra, Maria Baztan de Borda, Maria de Arburu y Petri de Joangorena por negarse a aceptar la acusación y pedir perdón, que procedía de numerosos 'testigos'. En la hoguera. ardieron también las efigies de otros cinco condenados que ya habían muerto en la prisión, antes de ser sometidos al auto de fe.